# Scandale
Scandale is een gemeente in de Italiaanse provincie Crotone (regio Calabrië) en telt 3164 inwoners (31-12-2004). De oppervlakte bedraagt 53,7 km², de bevolkingsdichtheid is 59,2 inwoners per km².
De volgende frazioni maken deel uit van de gemeente: Corazzo.

## Demografie
Scandale telt ongeveer 1105 huishoudens. Het aantal inwoners daalde in de periode 1991-2001 met 10,7% volgens cijfers uit de tienjaarlijkse volkstellingen van ISTAT.
| Jaar | Inwoneraantal |
| ---- | ------------- |
| 1991 | 3558          |
| 2001 | 3177          |

## Geografie
De gemeente ligt op ongeveer 350 m boven zeeniveau.
Scandale grenst aan de volgende gemeenten: Crotone, Cutro, Rocca di Neto, San Mauro Marchesato, Santa Severina.